# Теория информации
Теория информации — раздел прикладной математики, радиотехники (теория обработки сигналов) и информатики, относящийся к измерению количества информации, её свойств и устанавливающий предельные соотношения для систем передачи данных. Как и любая математическая теория, теория оперирует математическими моделями, а не реальными физическими объектами (источниками и каналами связи). Использует, главным образом, математический аппарат теории вероятностей и математической статистики.
Основные разделы теории информации — кодирование источника (сжимающее кодирование) и канальное (помехоустойчивое) кодирование. Теория информации тесно связана с информационной энтропией, коммуникационными системами, криптографией и другими смежными дисциплинами.
Область находится на пересечении математики, статистики, информатики, физики, нейробиологии, информационной инженерии и электротехники. Теория также нашла применение в других областях, включая статистический вывод, обработку естественного языка, криптографию, нейробиологию, человеческое зрение, эволюцию и функцию молекулярных кодов (биоинформатика), выбор статистической модели, теплофизику, квантовые вычисления, лингвистику, выявление плагиата, распознавание образов и выявление аномалий. Важные подразделы теории информации включают в себя сжатие данных, канальное кодирование, алгоритмическую теорию сложности, алгоритмическую теорию информации, информационно-теоретическую безопасность, реляционный анализ Грея и измерение информации.

## Введение
Появление теории информации связано с опубликованием Клодом Шенноном работы «Математическая теория связи» в 1948 году. С точки зрения Шеннона, теория информации — раздел математической теории связи. Теория информации устанавливает основные границы возможностей систем передачи информации, задает исходные принципы их разработки и практического воплощения. Круг задач теории информации представляется с помощью структурной схемы, типичной системы передачи или хранения информации.

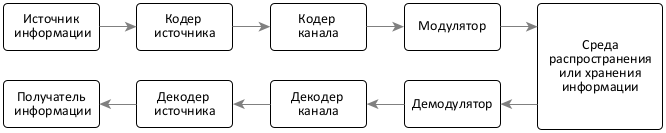
Схема системы связи

В схеме источником является любой объект вселенной, порождающий сообщения, которые должны быть перемещены в пространстве и времени. Независимо от изначальной физической природы, все подлежащие передаче сообщения обычно преобразуются в форму электрических сигналов, такие сигналы и рассматриваются как выход источника.
Кодер источника представляет информацию в наиболее компактной форме.
Кодер канала обрабатывает информацию для защиты сообщений от помех при передаче по каналу связи или возможных искажений при хранении информации.
Модулятор преобразовывает сообщения, формируемые кодером канала, в сигналы, согласованные с физической природой канала связи или средой накопителя информации.
Среда распространения информации (канал связи) вносит в процесс передачи информации случайный шум, который искажает сообщение и тем самым затрудняет его прочтение.
Блоки, расположенные на приёмной стороне, выполняют обратные операции и предоставляют получателю информацию в удобном для восприятия виде.

## История
Рождение теории информации зачастую связывают с размещением в июле-октябре 1948 года Клодом Шенноном работы в журнале американской телефонной компании «Bell System» под названием «Математическая теория связи». Но стоит упомянуть, что вклад в формулировку и построение теории информации также был внесён и многими другими выдающимися учёными. Сам Шеннон в начале своей статьи написал «Некоторые основные положения этой теории имеются в важных работах Найквиста и Хартли. В настоящее время теория расширена тем, что включено некоторое число новых факторов, в частности, влияние шума в канале».
В основном Шеннон развивал направление работ Хартли, используя понятие «информации», но сам термин не разъясняет, лишь оговаривает, что сообщения могут иметь какое-то «значение», то есть относиться к системе, имеющей свою физическую или умозрительную сущность (кибернетическая система). Теория Шеннона изначально рассматривалась как точно сформулированная математическая задача и дала возможность определить пропускную способность коммуникационного канала с шумом.

## Кодирование данных
Кодирование являет собой процесс перехода сообщения на входе канала связи до кода сообщения на выходе, при этом информационная ценность сообщения должна оставаться неизменной.
В теории информации можно выделить следующие разделы:
1. Кодирование дискретных источников (модель кодирования данных «без потерь»).
2. Кодирование данных, обеспечивающее их безошибочную передачу по каналу с шумом.
Код является однозначно декодируемым, если любая последовательность символов из алфавита кода (а, в основном, это 0 и 1) разбивается на отдельные слова.
Если ни одно кодовое слово не является началом другого, код называется префиксным и он является однозначно декодируемым. Следовательно, префиксность — достаточное, но не необходимое условие однозначной декодируемости. Требование префиксности ограничивает множество длин кодовых слов и не даёт возможности выбирать кодовые слова слишком короткими. Необходимым и достаточным условием существования префиксного кода объёма {\displaystyle M} с длинами кодовых слов {\displaystyle l_{1},...,l_{M}} является выполнение неравенства Крафта:
{\displaystyle \sum _{i=1}^{M}{2}^{-l_{i}}\leqslant {1}}
Также требуется рассмотреть код Шеннона — Фано — алгоритм префиксного неоднородного кодирования. Этот метод кодирования использует избыточность сообщения, заключённую в неоднородном распределении частот символов его алфавита, то есть заменяет коды более частых символов короткими двоичными последовательностями, а коды более редких символов — более длинными двоичными последовательностями. Рассмотрим источник, выбирающий буквы из множества {\displaystyle X=M} с вероятностями {\displaystyle p_{M}}. Считаем, что буквы упорядочены по убыванию вероятностей ({\displaystyle {p_{1}}\geqslant {p_{2}}\geqslant {p_{M}}}). Кодовым словом кода Шеннона для сообщения с номером {\displaystyle M} является двоичная последовательность, представляющая собой первые {\displaystyle l=-\log {p_{m}}} разрядов после запятой в двоичной записи числа {\displaystyle q_{M}}:
{\displaystyle {q_{M}}=\sum _{i=1}^{M-1}p_{i}}
3. Кодирование данных для систем со многими пользователями описывает оптимальное взаимодействие абонентов, использующих общий ресурс, например, канал связи.